# Kano Naoki

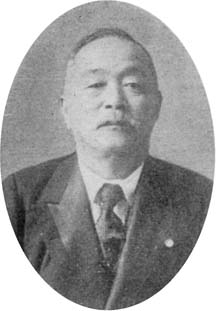
Kano Naoki

Kano Naoki (japanisch 狩野 直喜; geboren 11. November 1868 in der Provinz Higo; gestorben 13. Dezember 1947) war ein japanischer Sinologe und Philosoph.

## Leben und Werk
Kano Naoki machte seinen Abschluss an der Universität Tōkyō. 1900 wurde er von seiner Universität nach Peking entsandt. Dabei geriet er in den Ausnahmezustand während des Boxeraufstandes und hing in der japanischen Botschaft fest. Danach besuchte er Shanghai und kehrte 1903 nach Japan zurück.
1906 wurde er Direktor des neu eingerichteten „Instituts für östliche Kulturen“  – heute Teil des „Instituts für humanistische Studien“ (人文科学研究所, Jimbun kagaku kenkyūho). 1912 bereiste Kano Europa und hatte Kontakt mit dem französischen Sinologen Édouard Chavannes, wobei er mit den Dunhuang-Manuskripten (敦煌文献) in Berührung kam. 1928 ging Kano in den Ruhestand, wobei er als Meiyo Kyōju verabschiedet wurde.
Kano leistete einen großen Beitrag zu den China-Studien, insbesondere mit seinen bibliographischen Studien zu den Klassikern der Qing-Zeit. Zu seinen Schriften gehören „Geschichte der chinesischen Philosophie“ (中国哲学, Chūgoku tetsugaku) aus dem Jahr 1953.
1944 wurde Kano mit dem Kulturorden ausgezeichnet.